# Máté Toroczkai
Máté Toroczkai (auch Matthäus Toroczkai, * 1553 in Torockó, Fürstentum Siebenbürgen; † 1616) war ein bedeutender Vertreter des ungarisch-siebenbürgischen Unitarismus. Er war zwischen 1601 und 1616 Leiter der dortigen  Unitarischen Kirche.

## Leben und Wirken
Máté Toroczkai wurde 1553 in der südwestlich von Klausenburg gelegenen siebenbürgischen Stadt Torockó (rum. Rimetea, dt. Eisenburg) geboren, die damals eine der Zentren der Eisenerzförderung Siebenbürgens gewesen war. Sein Vater war ein Leibeigener namens Máté Kovács. 1568 befand sich Máté Toroczkai in schulischer Ausbildung in der Stadt Radnót (dt. Radnuten, rum. Iernut), die unter den ersten Orten Siebenbürgens gewesen war, in der sich eine unitarische Gemeinde und Schule etablieren konnte. Hier wurde auch ein früher unitarischer Katechismus verfasst. Der Ort und das Umland befanden sich im Besitz der Familie Bogáti, eine der führenden Familien des siebenbürgischen Fürstentums. Gáspár Bogáti war selbst unitarisch und schloss sich 1575 dem gegen Fürst Stephan Báthory auftretenden Gáspár Bekes an. Im Oktober 1570 hielt sich Toroczkai für etwa ein halbes Jahr in Várad im Partium auf, das in jener Zeit Schauplatz von intensiven Glaubensdebatten zwischen ungarischen Reformierten und Untiariern gewesen war. In Várad selbst hatte bereits zuvor István Basilius eine unitarische Gemeinde und Schule gründen können. Im April 1571 kehrte Toroczkai für weitere Studien nach Radnót zurück. Unsicher ist, ob Toroczkai noch ein Auslandsstudium absolviert hatte. Es kann jedoch angenommen werden, das er noch am unitarischen Kolleg in Klausenburg studierte und dort in Kontakt mit Dozenten wie Demeter Hunyadi, Johannes Sommer (zw. 1571 und 1575 mit Unterbrechungen dort lehrend) und Jacob Palaeologus (zw. 1570 und 1574 dort lehrend) gekommen war. In jedem Fall erwarb er sich tiefgehende Griechisch- und Hebräischkenntnisse. Im November 1578 heiratete er die Tochter des ungarisch-siebenbürgischen Rektors und Schriftstellers Jakab Bessenyei. Das Paar sollte zwei Söhne und zwei Töchter bekommen. Sein Sohn János Toroczkai wurde ebenfalls unitarischer Pfarrer und wurde nach Annahme der Complanatio Deesiana im Juli 1638 wegen der Lästerung Christi gesteinigt. Sein zweiter Sohn István Toroczkai Szabó wurde Schneider.
In der inner-unitarischen Debatte um den von Franz David vertredenden Nonadorantismus positionierte sich Toroczkai auf Seiten der Nonadorantisten. Nach dem Tod von Franz David und dem Beginn der repressiven Kirchenpolitik unter der neuen Kirchenführung unter Demeter Hunyadi wich Toroczkai Ende 1579 nach Székelyudvarhely (rum. Odorheiu Secuiesc, dt. Oderhellen) im Szeklerland aus, das damals ein Zufluchtsort vieler Nonadorantisten und Sabbatarier gewesen war, die dort unter dem Schutz des örtlichen Adels standen. Auch andere Nonadorantisten verließen in jener Zeit Klausenburg. Der von Hunyadi entlassene Rektor des Klausenburger Kollegs Miklós Bogáti Fazekas fand zum Beispiel Zuflucht bei János Gerendi. Zwischen Dezember 1583 und Oktober 1587 lebte Toroczkai wieder in Klausenburg, wo er den Beruf des Kopisten ausübte und vermutlich in Austausch mit anderen Nonadorantisten wie Bogáti stand. Er befasste sich u. a. mit Abhandlungen von Paelaeologus, Sommer und Christian Francken. Im Sommer 1584 kopierte er eine Dokumentation der im März 1583 stattgefundenen Glaubensdisputation zwischen Francken und Fausto Sozzini. 1588 übersiedelte Toroczkai schließlich zurück nach Radnót, wo er vermutlich erstmals als Pfarrer einer unitarischen Gemeinde wirkte. Der Ort Radnót stand nun nicht mehr unter dem Schutz seines früheren Förderers, dem nach der von Gáspár Bekes verlorenen Schlacht bei Kerelőszentpál 1575 vom neuen Fürsten Stephan Báthory hingerichteten Gáspár Bogáti, sondern befand sich nun im Besitz von Ferenc Kendi, der sich zur reformierten Konfession bekannte und sich später vehement gegen die außenpolitische Wende des Fürsten Zsigmond Báthory zu den Habsburgern wenden sollte. 1994 übernahm Toroczkai schließlich die Pfarrstelle in seiner Heimatstadt Torockó und begann selbstständige theologische Schriften zu verfassen. Darunter befand sich auch ein Katechismus, der die nonadorantistischen Positionen Jacob Palaeologus, Franz Davids und Matthias Vehe-Glirius zusammenführen sollte. Vermutlich war er in jener Zeit auch Leiter des Kirchenbezirks in Aranyostorda. 
1597 übersiedelte er zusammen mit Pál Csanádi nach Klausenburg, um dort als einer von mehreren unitarischen Pfarrern zu wirken. Im gleichen Jahr starb mit György Enyedi ein bedeutender und um Ausgleich zwischen den divergierenden Richtungen bemühter Leiter der siebenbürgischen Kirche. Toroczkai bemühte sich um die Betreuung des Nachlasses von Enyedi und stand hinter der ungarischen Übersetzung des noch zu seinen Lebzeiten von Enyedi verfassten Werkes Explicationes. Auch arbeitete er in jener Zeit eng mit der neuen Kirchenführung unter János Várfalvi Kósa zusammen. Beide waren bemüht die Kirche weiter zu konsolidieren. Nach dem Tod Várfalvi Kósas wurde Toroczkai schließlich am 24. Januar 1601 selbst zum Leiter der Kirche gewählt und setzte die interne Toleranzpolitik von Enyedi und Kósa fort. Zugleich war seine Leiterschaft geprägt von politischen Unruhen. Zum einen gab es Pläne für eine Rekatholisierung des Landes und zum anderen forderte ein großer Teil des Adels die Rückkehr zu der Türkei-freundlichen Politik früherer Jahre und wählte den anerkannten Unitarier Moses Székely zum neuen Fürsten. Das Vorhaben scheiterte jedoch an dem habsburgischen Kommandanten Giorgio Basta, der die Machtübernahme militärisch unterband. Die politischen Unruhen hatten nun auch direkt Auswirkungen auf die Unitarische Kirche. Eine große Zahl ihrer Kirchen und Schulen wurde enteignet, der öffentliche unitarische Gottesdienst wurde verboten. Die Klausenburger Hauptkirche wurde den Jesuiten übergeben. In Städten, die Mózes Székely unterstützt hatten, durfte allein der katholische Glaube praktiziert werden. Toroczkai flüchtete in die Nähe seiner Heimatstadt Torockó, wo er sich der Legende nach in Eisengruben versteckt gehalten haben soll. Nachdem der reformierte Stephan Bocskai im Ungarischen Aufstand 1605 schließlich die Macht im Fürstentum (zurück)gewinnen konnte, fand das Land schrittweise wieder zu politischer und konfessioneller Stabilität zurück. Toroczkai kehrte im Juli 1605 nach Klausenburg zurück. Bereits am 13. September 1605 nahm er als Vertreter der Unitarier am Landtag in Medgyes (rum. Mediaș, dt. Mediasch) teil, der Bocskai zum neuen Fürsten wählen sollte. Hier forderte er auch die (erneute) Ausweisung der Jesuiten, die schließlich ein Jahr später umgesetzt wurde. In mehreren Verhandlungen mit dem neuen reformierten Fürstenhaus konnte Toroczkai die Rückgabe der unitarischen Institutionen realisieren. Die jährlichen Synoden fanden in den folgenden Jahren ausschließlich in Klausenburg und Székelykeresztúr (rum. Cristuru Secuiesc, dt. Szeklerkreuz) statt, da Torda (rum. Turda, dt. Thorenburg) vollkommen zerstört gewesen war. Toroczkai starb wahrscheinlich im Jahr 1616.

## Werke (Auswahl)
- Paraphrase des 88. Psalms, 1605
- Az Ó és vy testamentvm-beli helyeknek (...), ungarische Übersetzung der Explicationes von György Enyedi, Klausenburg 1619, 1620
- Az keresztyeni üdvességes tudománnak (...), Katechismus, Klausenburg 1612
- Rede auf dem Landtag in Medgyes/Mediasch am 13. September 1605
- Visitationsordnung, 1614